# Ducula galeata
Ducula galeata là một loài chim trong họ Columbidae.